# غومي (كوريا الجنوبية)
غومي هي مدينة في كوريا الجنوبية، تتبع مقاطعة غيونغسانغ الشمالية، بلغ عدد سكانها 421,075 نسمة في 2015، تبلغ مساحتها 617.28 كيلومتر مربع.

## المناخ
يظهر الجدول التالي التغييرات المناخية على مدار السنة لغومي:
| البيانات المناخية لـغومي                    | البيانات المناخية لـغومي | البيانات المناخية لـغومي | البيانات المناخية لـغومي | البيانات المناخية لـغومي | البيانات المناخية لـغومي | البيانات المناخية لـغومي | البيانات المناخية لـغومي | البيانات المناخية لـغومي | البيانات المناخية لـغومي | البيانات المناخية لـغومي | البيانات المناخية لـغومي | البيانات المناخية لـغومي | البيانات المناخية لـغومي |
| الشهر                                       | يناير                    | فبراير                   | مارس                     | أبريل                    | مايو                     | يونيو                    | يوليو                    | أغسطس                    | سبتمبر                   | أكتوبر                   | نوفمبر                   | ديسمبر                   | المعدل السنوي            |
| ------------------------------------------- | ------------------------ | ------------------------ | ------------------------ | ------------------------ | ------------------------ | ------------------------ | ------------------------ | ------------------------ | ------------------------ | ------------------------ | ------------------------ | ------------------------ | ------------------------ |
| الدرجة القصوى °م (°ف)                       | 20.8 (69.4)              | 22.2 (72.0)              | 29.6 (85.3)              | 34.4 (93.9)              | 36.9 (98.4)              | 43.2 (109.8)             | 44.5 (112.1)             | 44.9 (112.8)             | 37.3 (99.1)              | 30.6 (87.1)              | 28.5 (83.3)              | 23.0 (73.4)              | 44.9 (112.8)             |
| متوسط درجة الحرارة الكبرى °م (°ف)           | 4.3 (39.7)               | 7.2 (45.0)               | 12.7 (54.9)              | 20.2 (68.4)              | 24.9 (76.8)              | 27.9 (82.2)              | 29.8 (85.6)              | 30.4 (86.7)              | 26.2 (79.2)              | 21.1 (70.0)              | 13.5 (56.3)              | 6.9 (44.4)               | 18.7 (65.7)              |
| المتوسط اليومي °م (°ف)                      | −1.3 (29.7)              | 1.1 (34.0)               | 6.2 (43.2)               | 12.9 (55.2)              | 18.0 (64.4)              | 22.1 (71.8)              | 24.9 (76.8)              | 25.2 (77.4)              | 20.1 (68.2)              | 13.6 (56.5)              | 6.8 (44.2)               | 0.8 (33.4)               | 12.5 (54.5)              |
| متوسط درجة الحرارة الصغرى °م (°ف)           | −6.2 (20.8)              | −4.3 (24.3)              | 0.3 (32.5)               | 5.8 (42.4)               | 11.3 (52.3)              | 16.8 (62.2)              | 20.9 (69.6)              | 21.2 (70.2)              | 15.3 (59.5)              | 7.7 (45.9)               | 1.1 (34.0)               | −4.2 (24.4)              | 7.1 (44.8)               |
| أدنى درجة حرارة °م (°ف)                     | −32.9 (−27.2)            | −29.8 (−21.6)            | −26.6 (−15.9)            | −10.3 (13.5)             | −2.1 (28.2)              | 3.6 (38.5)               | 12.7 (54.9)              | 14.5 (58.1)              | 7.1 (44.8)               | −2.9 (26.8)              | −19.1 (−2.4)             | −31.8 (−25.2)            | −32.9 (−27.2)            |
| الهطول مم (إنش)                             | 20.2 (0.80)              | 28.2 (1.11)              | 45.4 (1.79)              | 66.3 (2.61)              | 77.0 (3.03)              | 130.3 (5.13)             | 237.9 (9.37)             | 237.0 (9.33)             | 146.3 (5.76)             | 35.4 (1.39)              | 31.9 (1.26)              | 16.8 (0.66)              | 1٬072٫5 (42.22)          |
| متوسط أيام هطول الأمطار (≥ 0.1 mm)          | 5.0                      | 5.5                      | 7.4                      | 7.0                      | 8.1                      | 8.8                      | 13.6                     | 12.7                     | 8.5                      | 4.7                      | 5.6                      | 4.9                      | 91.8                     |
| متوسط الرطوبة النسبية (%)                   | 61.2                     | 59.2                     | 58.0                     | 55.3                     | 60.7                     | 67.5                     | 76.0                     | 76.0                     | 74.6                     | 69.4                     | 66.8                     | 64.3                     | 65.8                     |
| ساعات سطوع الشمس الشهرية                    | 166.7                    | 173.3                    | 198.0                    | 223.7                    | 235.6                    | 198.7                    | 170.1                    | 179.8                    | 171.2                    | 194.6                    | 158.3                    | 159.5                    | 2٬229٫6                  |
| المصدر: Korea Meteorological Administration |                          |                          |                          |                          |                          |                          |                          |                          |                          |                          |                          |                          |                          |

## التقسيمات الإدارية
- Seonsan [الإنجليزية]‏.

## أعلام
- كم جاي غيو
- ليم هو
- باك تشونغ هي
- ديريك كيرك كيم
- لي يون يول